# Train des poissons
Le Train des Poissons était une initiative du restaurateur et grand cuisinier Henri-Paul Pellaprat pour inciter les Français à manger plus de poisson. 

## Histoire
Mis en place en 1930, le Train des Poissons partait de la gare de Lyon, à Paris, et permettait de voyager jusqu’à Marseille, en multipliant les arrêts le long de la Ligne de Paris-Lyon à Marseille-Saint-Charles, pour goûter de nouveaux plats de poisson.